# Liste der Kulturdenkmäler in Trier-Heiligkreuz
In der Liste der Kulturdenkmäler in Trier-Heiligkreuz sind alle Kulturdenkmäler des Ortsbezirks Heiligkreuz der rheinland-pfälzischen Stadt Trier aufgeführt. Grundlage ist die Denkmalliste des Landes Rheinland-Pfalz (Stand: 8. Januar 2024).

## Einzeldenkmäler
| Bezeichnung                                      | Lage                                   | Baujahr                            | Beschreibung | Bild                           |
| ------------------------------------------------ | -------------------------------------- | ---------------------------------- | --- | ------------------------------ |
| Herrenbrünnchen                                  | Am Herrenbrünnchen, hinter Nr. 70 Lage | 1682                               | Brunnenhaus, kleiner Mansardzeltdachbau, Erdgeschoss bezeichnet 1682, Obergeschoss 1728, Mundlöcher mehrere Stollen | weitere Bilder Fotos hochladen |
| Katholische Pfarrkirche Heiligkreuz mit Kreuzweg | Arnulfstraße 1 Lage                    | zweite Hälfte des 11. Jahrhunderts | alter Teil: kleiner frühromanischer kreuzförmiger Zentralbau mit bekrönendem Mittelturm, zweite Hälfte des 11. Jahrhunderts, um 1623 erweitert, nach Kriegsbeschädigung 1957/58 wiederaufgebaut Neubau: hoher rechteckiger Kubus aus zweischaligem Ziegelmauerwerk, das Dach eine Stahlbeton-Faltwerk-Konstruktion, Kupferdeckung mit Kugelbekrönung auf den Walmspitzen, südseitig niedriger Quader (Eingang und Werktagskirche) mit zwei monolithischen Rundtürme mit Spitzkegeldach, 1960/61, Architekt Gottfried Böhm, Köln, bauzeitliche Ausstattung sowie mehrere Ausstattungsstücke aus der älteren Kapelle; Kreuzweg (sieben Fußfälle), 17. Jahrhundert | weitere Bilder Fotos hochladen |
| Margarethenhof                                   | Bernhardstraße 24/26 Lage              | frühes 20. Jahrhundert             | früher Villa Neuerburg, seit 1954 Kloster der Ursulinen; gediegener sandsteingegliederter Dreiflügelbau mit Walmdächern, Reformarchitektur, frühes 20. Jahrhundert, im Kern älter, nach 1945 erweitert; Ausstattung; eingeschossiges Pförtnerhaus mit Walmdach; alte Umfassungsmauer | Fotos hochladen                |
| Kestenkreuz                                      | Bernhardstraße, bei Nr. 75 Lage        | 1636                               | auch Kreuz am scharfen Eck; Kreuzigungsbildstock, Schaftkreuz mit barock bewegten Gewandfiguren, bezeichnet 1636 (1639?) | weitere Bilder Fotos hochladen |
| Schäferkreuz                                     | Georg-Schäffer-Straße, bei Nr. 26 Lage | 1759                               | Schaftkreuz mit Volutenkapitell und Figurenrelief im Aufsatz, bezeichnet 1759 und 1826 (erneuert) | Fotos hochladen                |